# Tim Drummond
Timothy Lee Drummond (Canton, Illinois, Estados Unidos, 20 de abril de 1940 - 11 de enero de 2015) fue un bajista estadounidense que ha salido de gira y tocado con artistas como Conway Twitty, Bob Dylan, James Brown, Eric Clapton, Neil Young, Crosby, Stills & Nash, Ry Cooder, J. J. Cale, Lonnie Mack, Miles Davis, B.B. King, Joe Cocker, Albert Collins, Jewel y Essra Mohawk, entre otros. Drummond también ha coescrito canciones con varios músicos, como «Saved» (Bob Dylan), «Who's Talking» (J.J. Cale) y «Down in Hollywood» (Ry Cooder). Falleció el 11 de enero de 2015 a los 74 años.